# NK Borac Retkovci
NK Borac je nogometni klub iz Retkovaca. U sezoni 2023./24. se natječe u 2. ŽNL Vukovarsko-srijemskoj NS Vinkovci.

## Povijest
Nogometni klub Borac Retkovci osnovan je 1932. godine.

### Plasmani kluba kroz povijest
| Sezona      | Liga                                               | Plasman                             |
| ----------- | -------------------------------------------------- | ----------------------------------- |
| 1951.       | Kotarska nogometna liga Vinkovci Jedinstvena grupa | 5.mjesto                            |
| 1958./59.   | 2. razred NP Vinkovci 2. grupa                     | 6. mjesto                           |
| 1966./67.   | Grupno prvenstvo NP Vinkovci Grupa I               | 3. mjesto                           |
| 1967./68.   | Grupno prvenstvo NP Vinkovci Grupa I               | 1. mjesto                           |
| 1968./69.   | Podsavezna nogometna liga NP Vinkovci              | 6. mjesto                           |
| 1969./70.   | Podsavezna nogometna liga NP Vinkovci              | 14. mjesto                          |
| 1970./71.   | Grupno prvenstvo NP Vinkovci Grupa I               | 8. mjesto                           |
| 1971./72.   | Grupno prvenstvo NP Vinkovci Grupa I               | 10. mjesto                          |
| 1972./73.   | Grupno prvenstvo NSP Vinkovci Grupa IV             | nepoznat plasman                    |
| 1977./78.   | Grupno prvenstvo ONS Vinkovci Grupa I              | 3. mjesto                           |
| 1978./79.   | Grupno prvenstvo ONS Vinkovci Grupa I              | nepoznat plasman                    |
| 1979./80.   | Grupno prvenstvo ONS Vinkovci Grupa I              | 1. mjesto                           |
| 1980./81.   | Općinska nogometna liga Vinkovci                   | nepoznat plasman                    |
| 1981./82.   | Općinska nogometna liga Vinkovci                   | 8. mjesto                           |
| 1982./83.   | Općinska nogometna liga Vinkovci                   | nepoznat plasman (10. – 14. mjesto) |
| 1983./84.   | Općinska nogometna liga Vinkovci                   | 7. mjesto                           |
| 1984./85.   | Općinska nogometna liga Vinkovci                   | nepoznat plasman                    |
| 1985./86.   | Općinska nogometna liga Vinkovci                   | 9. mjesto                           |
| 1986./87.   | Općinska nogometna liga Vinkovci                   | 8. mjesto                           |
| 1987./88.   | Općinska nogometna liga Vinkovci                   | nepoznat plasman                    |
| 1988./89.   | Općinska nogometna liga Vinkovci                   | nepoznat plasman (4. ili 5. mjesto) |
| 1989./90.   | Općinska nogometna liga Vinkovci                   | 1. mjesto                           |
| 1990./91.   | Međuopćinska nogometna liga - istok                | 13. mjesto                          |
| 1996./97.   | 1. ŽNL Vukovarsko-srijemska                        | 4. mjesto                           |
| 1997./98.   | 2. ŽNL Vukovarsko-srijemska                        | 9. mjesto                           |
| 1998./99.   | 1. ŽNL Vukovarsko-srijemska Grupa A                | 12. mjesto                          |
| 1999./2000. | 1. ŽNL Vukovarsko-srijemska Grupa A                | 13. mjesto                          |
| 2000./01.   | 1. ŽNL Vukovarsko-srijemska Grupa A                | 11. mjesto                          |
| 2001./02.   | 2. ŽNL Vukovarsko-srijemska Grupa B                | 8. mjesto                           |
| 2002./03.   | 2. ŽNL Vukovarsko-srijemska Grupa B                | 5. mjesto                           |
| 2003./04.   | 2. ŽNL Vukovarsko-srijemska Grupa B                | nepoznat plasman                    |
| 2004./05.   | 2. ŽNL Vukovarsko-srijemska Grupa B                | 6. mjesto                           |
| 2005./06.   | 2. ŽNL Vukovarsko-srijemska Grupa B                | 4. mjesto                           |
| 2006./07.   | 2. ŽNL Vukovarsko-srijemska NS Vinkovci            | 1. mjesto                           |
| 2007./08.   | 1. ŽNL Vukovarsko-srijemska                        | 12. mjesto                          |
| 2008./09.   | 1. ŽNL Vukovarsko-srijemska                        | 10. mjesto                          |
| 2009./10.   | 1. ŽNL Vukovarsko-srijemska                        | 15. mjesto                          |
| 2010./11.   | 1. ŽNL Vukovarsko-srijemska                        | 18. mjesto                          |
| 2011./12.   | 2. ŽNL Vukovarsko-srijemska NS Vinkovci            | 6. mjesto                           |
| 2012./13.   | 2. ŽNL Vukovarsko-srijemska NS Vinkovci            | 5. mjesto                           |
| 2013./14.   | 2. ŽNL Vukovarsko-srijemska NS Vinkovci            | 4. mjesto                           |
| 2014./15.   | 2. ŽNL Vukovarsko-srijemska NS Vinkovci            | 10. mjesto                          |
| 2015./16.   | 2. ŽNL Vukovarsko-srijemska NS Vinkovci            | 8. mjesto                           |
| 2016./17.   | 2. ŽNL Vukovarsko-srijemska NS Vinkovci            | 4. mjesto                           |

## Vanjske poveznice
- Poslovna.hr: NK Borac Retkovci